# Horace L. Gold
Horace Leonard Gold (Montreal, 26 de abril de 1914 - 21 de febrero de 1996) fue un escritor y editor estadounidense adscrito al género de la ciencia ficción que generalmente publicaba como H. L. Gold o Horace L. Gold. Nacido en Canadá, se trasladó a Estados Unidos a la edad de dos años. Fue conocido por introducir un enfoque innovador y fresco a la ciencia ficción mientras era el editor de Galaxy Science Fiction;  escribió también brevemente para DC Comics.

## Obras

### Novelas
- None But Lucifer (1939), como Horace L. Gold en coautoría con L. Sprague de Camp

Apariciones en revistas
- None But Lucifer (novela completa) (1939) con L. Sprague de Camp
- None But Lucifer (parte 1 de 3) (1994) con  L. Sprague de Camp y Horace L. Gold.
- None But Lucifer (parte 2 de 3) (1994) con L. Sprague de Camp y Horace L. Gold.
- None But Lucifer (parte 3 de 3) (1994) con L. Sprague de Camp

### Colecciones
- The Old Die Rich and Other Science Fiction Stories (1955).
- Inside Man & Other Science Fictions: Science Fiction on the Gold Standard (2003).
- Perfect Murders (2010), como Horace L. Gold.

### Antologías
- Galaxy Science Fiction Omnibus (1955).
- Five Galaxy Short Novels (1958). También apareció como 5 Galaxy Short Novels (1960)
- World That Couldn't Be and 8 Other SF Novelets (1959). También apareció como The World That Couldn't Be (1961).
- Bodyguard and 4 Other Short SF Novels from Galaxy (1960).
- Mind Partner and 8 Other Novelets from Galaxy (1961).

### No ficción
- What Will They Think of Last? (1976), como Horace L. Gold.
- How to Write Great Science Fiction: Working Journal and Best-Known Classics (2002), como Horace L. Gold.

### Cuento de ficción
- Inflexure (1934), como Clyde Crane Campbell. 
  - Apareció en revistas como Inflexure (parte 1 de 2) (1977) e Inflexure (de 2 de 2) (1977).
- Fog (1935), como C. C. Campbell.
- Gold (1935) apareció como:
  - Gold (1934), como Horace L. Gold.
  - Gold (1935), como Clyde Crane Campbell.
- Age (1935), como Clyde Crane Campbell.
- The Avatar (1935), como Clyde C. Campbell.
- A Matter of Form (1938), como Horace L. Gold.
- Problem in Murder (1939).
- Trouble with Water (1939).
- Hero (1939).
- Day Off (1939).
- Perfect Murder (1940).
- Jewel of Mars (1940)
- Out of the Depths (1940)
- Warm, Dark Places (1940).
- Black Absolute (1940)
- Without Rocket from Earth (1941).
- Grifters' Asteroid (1943).
- I Know Suicide (1947), como Horace L. Gold.
- Love Ethereal (1951), que apareció como:
  - Love in the Dark (1951).
  - Love in the Dark (1951), como Horace L. Gold.
- The Biography Project (1951), que apareció como:
  - The Biography Project (1951), como Dudley Dell.
  - The Biography Project (1951), como Horace L. Gold.
- And Three to Get Ready... (1952).
- Galaxy Science Fiction Reino Unido, enero de 1953.
- The Man with English (1953).
- The Old Die Rich (1953).
- No Charge for Alterations (1953).
- Don't Take It to Heart (1953).
- At the Post (1953).
- The Enormous Room (1953) en coautoría con Robert W. Krepps.
- Man of Parts (1954).
- Bodyguard (1956), como Christopher Grimm.
- Never Come Midnight (1958), como Christopher Grimm.
- Personnel Problem (1958)
- Someone to Watch Over Me (1959) con Floyd C. Gale, que apareció como:
  - Someone To Watch Over Me (1959), como Christopher Grimm.
  - Someone to Watch Over Me (1959), como H. L. Gold and Floyd C. Gold.
- What Price Wings? (1962)
- Inside Man (1965)
- The Transmogrification of Wamba's Revenge (1967).
- The Riches of Embarrassment (1968).
- The Villains From Vega IV (1968), en coautoría con E. J. Gold.
- That's the Spirit (1975).
- Grifter's Asteroid (2003).